# Svenska mästerskapet i ishockey 1922
Svenska mästerskapet i ishockey 1922 var det första Svenska mästerskapet i ishockey och det vanns av IK Göta som i finalen mötte Hammarby IF. 

## Bakgrund
Bakgrunden till att SM arrangerades var ett ökat intresse för ishockey och att Sverige 1920 ställt upp i Olympiska spelen i Antwerpen. Spelarna kom från bandyn och hade varken utrustning eller träning för ishockey och ett behov av att spela fanns. Fler spelare sökte sig utomlands för att spela det nya spelet och matcher med utländska lag började anordnades på Stockholms stadion 1921. Samma år spelades och EM i ishockey i Stockholm. Efter EM försökte man genomföra en första träningsserie. Sju lag deltog, men bara fem matcher hann spelas medan isen höll. Resten fick ställas in. 
Trots misslyckandet 1921 hade publikintresset varit stort så man gjorde om försöket 1922. Denna gång behövde bara en match ställas in p.g.a. töväder. Under Nordiska spelen 1922 spelades en ishockeyturnering som blev mycket uppmärksammad i media. All uppmärksamhet inspirerade till att ordna ytterligare en turnering, nämligen de första Svenska Mästerskapen som hölls 10–12 mars på Stockholms Stadion. Inför turneringen hade tio lag anmält sig, men IFK Uppsala och Järva IS drog sig ut innan spelen började.

## Matchträd

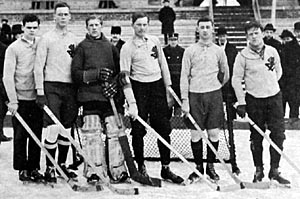
Första svenska mästarna i ishockey 1922, IK Göta. Från vänster Bror "Brollan" Arwe, Birger "Bigge" Holmqvist, Ejnar "Hund-Eje" Olsson (målvakt), Einar "Stor-Klas" Svensson, Åke Nyberg, Einar "Knatten" Lundell.

|  | Kvartsfinaler  | Kvartsfinaler  |             |   | Semifinaler | Semifinaler |  |  | Final | Final |
|  |                |                |             |   |             |             |  |  |       |       |
|  | 0              |                |             |   |             |             |  |  |       |       |
|  |                |                |             |   |             |             |  |  |       |       |
|  | IK Göta        | 7              |             |   |             |             |  |  |       |       |
|  | IK Göta        | 7              | 0           |   |             |             |  |  |       |       |
|  | IF Linnéa      | 0              |             |   |             |             |  |  |       |       |
|  | IF Linnéa      | 0              | IK Göta     | 4 |             |             |  |  |       |       |
|  | 0              |                | IK Göta     | 4 |             |             |  |  |       |       |
|  |                | Nacka SK       | 1           |   |             |             |  |  |       |       |
|  | Nacka SK       | Nacka SK       | 1           | 3 |             |             |  |  |       |       |
|  | Nacka SK       |                | 0           | 3 |             |             |  |  |       |       |
|  | IFK Stockholm  | 0              |             |   |             |             |  |  |       |       |
|  | IFK Stockholm  | 0              | IK Göta     | 6 |             |             |  |  |       |       |
|  | 0              |                | IK Göta     | 6 |             |             |  |  |       |       |
|  |                | Hammarby IF    | 0           |   |             |             |  |  |       |       |
|  | Hammarby IF    | Hammarby IF    | 0           | 8 |             |             |  |  |       |       |
|  | Hammarby IF    | 0              |             | 8 |             |             |  |  |       |       |
|  | Lidingö IF     | 0              |             |   |             |             |  |  |       |       |
|  | Lidingö IF     | 0              | Hammarby IF | 4 |             |             |  |  |       |       |
|  | 0              |                | Hammarby IF | 4 |             |             |  |  |       |       |
|  |                | Djurgårdens IF | 1           |   |             |             |  |  |       |       |
|  | Djurgårdens IF | Djurgårdens IF | 1           | 4 |             |             |  |  |       |       |
|  | Djurgårdens IF |                |             | 4 |             |             |  |  |       |       |
|  | AIK            | 2              |             |   |             |             |  |  |       |       |
|  | AIK            | 2              |             |   |             |             |  |  |       |       |

## Matcher
Första omgången
- 10 mars 1922: Hammarby IF-Lidingö IF 8–0
- 10 mars 1922: IK Göta-IF Linnéa 7–0

Andra omgången
- 11 mars 1922: Djurgårdens IF-AIK 4–2
- 11 mars 1922: Nacka SK-IFK Stockholm 5–6

Semifinaler
- 12 mars 1922: IK Göta-Nacka SK 4–1
- 12 mars 1922: Hammarby IF-Djurgårdens IF 4–1

Final
- 12 mars 1922: IK Göta-Hammarby IF 6–0 (2–0, 4–0)[2]

Einar "Stor-Klas" Svensson var fyramålsskytt, och Bror Arwe och Åke Nyberg gjorde ett mål var i finalen. Matchen skulle startat klockan sju, men inga spelare fanns på isen vid utsatt tid och matchen fick starta en kvart försenad. IK Göta vann med ett par spelare i laget som tidigare hade deltagit i olympiska spelen 1920 i Antwerpen. Lagledaren för OS-laget, filmdirektören Raoul Le Mat, var domare i denna första finalmatch. Publiken uppgick i 200 personer.

## Skytteliga
- 6 mål: Sven Falk, Hammarby och Einar "Stor-Klas" Svensson, IK Göta
- 5 mål: Birger "Bigge" Holmqvist, IK Göta
- 4 mål: Åke Nyberg, IK Göta

Anmärkning: Fyra mål är inte med i statistiken.